# Municipio de Jackson (condado de Shelby, Indiana)
El municipio de Jackson (en inglés: Jackson Township) es un municipio ubicado en el condado de Shelby en el estado estadounidense de Indiana. En el año 2010 tenía una población de 1844 habitantes y una densidad poblacional de 20,78 personas por km².

## Geografía
El municipio de Jackson se encuentra ubicado en las coordenadas 39°23′44″N 85°53′54″O / 39.39556, -85.89833. Según la Oficina del Censo de los Estados Unidos, el municipio tiene una superficie total de 88.75 km², de la cual 88,27 km² corresponden a tierra firme y (0,54 %) 0,48 km² es agua.

## Demografía
Según el censo de 2010, había 1844 personas residiendo en el municipio de Jackson. La densidad de población era de 20,78 hab./km². De los 1844 habitantes, el municipio de Jackson estaba compuesto por el 98,48 % blancos, el 0,16 % eran afroamericanos, el 0,38 % eran amerindios, el 0,11 % eran asiáticos, el 0,16 % eran de otras razas y el 0,7 % eran de una mezcla de razas. Del total de la población el 1,08 % eran hispanos o latinos de cualquier raza.